# 瀬戸内警察署 (鹿児島県)
瀬戸内警察署（せとうちけいさつしょ）は、鹿児島県大島郡瀬戸内町、宇検村を管轄区域とする鹿児島県警察所轄の警察署。

## 概要

### 管内の概要
- 管内人口 : 10,603人（2018年（平成30年）10月末現在）
- 管内世帯数 : 6,157世帯（2018年（平成30年）10月末現在）
- 管内面積 : 342.72 km2（2015年（平成27年）10月1日現在）

## 歴史
- 1958年（昭和33年）12月27日 - 町内で発生した火災が延焼し、警察署庁舎が全焼[1]。

## 組織
- 署長 
  - 次長
    - 警務課
    - 会計課
    - 生活安全刑事課
    - 地域課
    - 交通課
    - 警備課

## 交番・駐在所

### 交番
瀬戸内町
- 桟橋交番

### 駐在所
瀬戸内町
- 俵駐在所
- 生間駐在所
- 篠川駐在所

宇検村
- 宇検駐在所